# Білинщина (заказник)
Біли́нщина — загальнозоологічний заказник місцевого значення в Україні. Розташований у межах Городоцької міської громади Хмельницького району Хмельницької області, за 3 км на захід від села Підлісний Олексинець.
Площа 65 га. Статус присвоєно згідно з рішенням сесії обласної ради народних депутатів від 17.12.1993 року № 3. Перебуває у віданні: ГСЛП «Горліс».